# تشخيص السل
يُشخص مرض السل عن طريق العثور على بكتيريا المتفطرة السلية في عينة سريرية مأخوذة من المريض. قد تشير الفحوصات الأخرى بقوة إلى تشخيص مرض السل، لكنها لا تستطيع تأكيده.
يجب أن يتضمن التقييم الطبي الكامل لمرض السل السوابق الطبية والفحص البدني وتصوير الصدر بالأشعة السينية والفحص المجهري (للقشع أو بعض العينات الأخرى المناسبة). قد يشمل أيضًا اختبار الجلد لمرض السل وفحوصات أخرى وأشعة سينية وخزعة جراحية.

## السوابق الطبية
تتضمن السوابق الطبية الحصول على أعراض مرض السل الرئوي، وتتضمن السعال المنتج طويل الأمد لمدة ثلاثة أسابيع أو أكثر، والألم الصدري، ونفث الدم. تشمل الأعراض الجهازية الحمى الخفيفة المترددة والقشعريرة والتعرق الليلي وفقدان الشهية وفقدان الوزن والإرهاق عند أدنى جهد وإنتاج القشع الذي يكون مخاطيًا في البداية ويتحول إلى قيحي. تشمل الأجزاء الأخرى من السوابق الطبية التعرض للسل سابقًا أو العدوى أو الإصابة به، والحالات الطبية التي تزيد من خطر الإصابة بمرض السل مثل عدوى فيروس العوز المناعي البشري. اعتمادًا على نوع السكان المرضى الذين شملهم الاستطلاع، قد لا تظهر أعراض السل على 20% حتى 75% من حالات السل الرئوي.
يجب الاشتباه في الإصابة بمرض السل عندما يستمر المرض الشبيه بذات الرئة لمدة تزيد عن ثلاثة أسابيع، أو عندما لا يستجيب المرض التنفسي لدى فرد يتمتع بصحة جيدة للمضادات الحيوية المنتظمة.

## الفحص البدني
يُجرى الفحص البدني لتقييم الصحة العامة للمريض. لا يمكن استخدامه لتأكيد مرض السل أو استبعاده. قد تشير بعض الموجودات إلى إصابة بالسل. على سبيل المثال، قد يُعزى الدم في القشع وفقدان الوزن الشديد والتعرق الليلي الغزير إلى مرض السل.

## الدراسات المجهرية
لا يمكن وضع التشخيص النهائي لمرض السل إلا عن طريق زرع عضيات المتفطرة السلية من عينة مأخوذة من المريض (تكون عينة قشع غالبًا، وقد يُفحص القيح والسائل الدماغي الشوكي أو الأنسجة المأخوذة عبر الخزعة.. إلخ). يُصنف التشخيص الذي يوضع اعتمادًا على طرق غير الزرع على أنه «محتمل» أو «مفترض». تتطلب معظم البروتوكولات سلبية اختباري زرع منفصلين لنفي احتمال الإصابة بالسل.

### القشع
يجب إجراء مسحات وزرع القشع للعصيات المقاومة للحموضة إذا كان المريض ينتج القشع. يعد استخدام المجهر الفلوري (صبغة أورامين رومدامين) الطريقة المفضلة، وهي أكثر حساسية من تلوين تسيل-نيلسن التقليدي. في الحالات التي لا يوجد فيها إنتاج للقشع، يمكن أخذ عينة عن طريق استنشاق محلول ملحي أو محلول ملحي ممزوج بمحلول موسع للقصبات. وجدت دراسة مقارنة أن أخذ ثلاث عينات من القشع أكثر حساسية من ثلاث عمليات غسيل معدة.

### أخذ العينات البديل
في حال عدم القدرة على إنتاج عينة من القشع لدى المرضى، تشمل مصادر العينات البديلة الشائعة لتشخيص مرض السل الرئوي غسيل المعدة ومسحة الحنجرة وتنظير القصبات (مع الرحض القصبي السنخي والغسل القصبي والخزعة عبر القصبية)، وخزعة الإبرة الدقيقة (عبر الرغامية أو عبر القصبية). تتطلب بعض الحالات اتباع أسلوب أكثر غزوًا، مثل خزعة الأنسجة أثناء تنظير المنصف أو تنظير الصدر.

### تفاعل البوليمراز المتسلسل
تعد المتفطرات الأخرى أيضًا مقاومة للحموضة. إذا كانت اللطاخة إيجابية، يمكن أن تميز اختبارات تفاعل البوليمراز المتسلسل أو مسبار الجينات المتفطرة السلية عن المتفطرات الأخرى. حتى إذا كانت لطاخة القشع سلبية، يجب أخذ مرض السل بعين الاعتبار، ولا يُستبعد إلا بعد سلبية الزرع.

### طرق أخرى
تتوفر أنواع كثيرة من الزرع. استُخدمت في الزرع مستنبتات لوفنشتاين جنسن (إل جاي) وكيرشنر وميدلبروك عادةً (7H9 و7H10 و7H11). يمكن لزرع الجراثيم المقاومة للحمض أن يميز بين الأشكال المختلفة من المتفطرات، على الرغم من أن النتائج قد تستغرق من أربعة إلى ثمانية أسابيع لتعطي إجابة قاطعة. تعتبر الأنظمة الآلية الجديدة أسرع، وتتضمن MB/BacT وBACTEC 9000 وVersaTREK وأنبوب مؤشر نمو المتفطرات (MGIT). قد يكون زرع اختبار الحساسية الدوائية بالملاحظة المجهرية طريقة أسرع وأكثر دقة.

## التصوير الشعاعي

### صورة الصدر والتصوير المقطعي المحوسب
في مرض السل الرئوي النشط، تُشاهد ارتشاحات أو تجمعات مع تجاويف أو دونها في القسم العلوي من الرئتين مع اعتلال عقد لمفاوية في المنصف أو النقير أو انصباب جنبي (التهاب الجنب السلي) أو دون ما سبق. قد تظهر الآفات في أي مكان في الرئتين. يتخذ مرض السل المنتشر نمطًا يشيع فيه وجود العديد من العقيدات الصغيرة في جميع أنحاء الساحة الرئوية، ويُسمى بالسل الدخني. في حال الإصابة بفيروس العوز المناعي البشري أو عند التثبيط المناعي، قد يشير أي شذوذ إلى مرض السل أو قد تظهر صورة الأشعة السينية للصدر طبيعية تمامًا.
قد توحي شذوذات صور الصدر الشعاعية بمرض السل، ولكنها لا تشخصه بالضرورة. مع ذلك، يمكن استخدام الصور الشعاعية للصدر لاستبعاد احتمالية الإصابة بالسل الرئوي لدى الفرد الذي يبدي إيجابية لاختبار السل الجلدي دون أن تظهر عليه أعراض للمرض.
قد يُشاهد تجوف أو تجمع في قمم الفصوص العلوية للرئة أو علامة الشجرة في البرعم على صورة الأشعة السينية لصدر المريض المصاب. قد تظهر علامة الشجرة في البرعم على التصوير المقطعي المحوسب للصدر لدى بعض المرضى المصابين بالسل، ولكنها ليست نوعية للسل.

### التصوير المقطعي بالإصدار البوزيتروني باستخدام الفلوروديوكسي غلوكوز
قد يلعب التصوير المقطعي بالإصدار البوزيتروني باستخدام الفلوروديوكسي غلوكوز عدة أدوار مفيدة لدى المرضى ذوي الإصابة المؤكدة أو المشتبهة بالسل. تشمل هذه الأدوار الكشف عن آفات السل النشطة، وتقييم نشاط المرض، والتمييز بين المرض النشط والكامن، وتقييم مدى المرض (تحديد المرحلة)، ورصد الاستجابة للعلاج، وتحديد هدف الخزعة المحتمل.

### الأبروغرافي
كان أحد أشكال الأشعة السينية للصدر هو الأبروغرافي (والذي سمي ذلك تيمنًا بمخترعه، الدكتور مانويل دياس دي أبرو)، وهو عبارة عن صورة شعاعية صغيرة، يُسمى أيضًا التصوير الشعاعي للكتلة المصغرة أو صورة شعاعية مصغرة للصدر. على الرغم من أن دقته محدودة (لا يتيح تشخيص سرطان الرئة، على سبيل المثال)، لكنه دقيق بما يكفي لتشخيص مرض السل.
يعد أقل تكلفة بكثير من الأشعة السينية التقليدية، واعتمد سريعًا واستُخدم على نطاق واسع في بعض البلدان في خمسينيات القرن الماضي. على سبيل المثال، دخلت قوانين الوقاية من السل حيز التنفيذ في البرازيل واليابان، ما ألزم نحو 60% من السكان بإجراء فحص الأبروغرافي.
لم تعد هناك حاجة للإجراء، إذ انخفض معدل الإصابة بمرض السل انخفاضًا كبيرًا، لكنه ما يزال يستخدم في حالات معينة، مثل فحص السجناء وطالبي الهجرة.